# Aleksandr Zajcew (szachista)
Aleksandr Nikołajewicz Zajcew, ros. Александр Николаевич Зайцев (ur. 15 czerwca 1935 we Władywostoku, zm. 8 listopada 1971 tamże) – rosyjski szachista, arcymistrz od 1967 roku.

## Kariera szachowa
Pomiędzy 1962 a 1969 rokiem czterokrotnie uczestniczył w finałach indywidualnych mistrzostw Związku Radzieckiego, największy sukces odnosząc w roku 1968 w Ałma-Acie, gdzie podzielił wraz z Lwem Poługajewskim I-II miejsce. Dodatkowy mecz o tytuł mistrza kraju przegrał w stosunku 2½ – 3½ i ostatecznie zdobył medal srebrny.
Do innych sukcesów Aleksandra Zajcewa w turniejach indywidualnych należały m.in. dz. II m. w Mińsku (1962, za Anatolijem Bannikiem, wraz z Ratmirem Chołmowem i Aleksiejem Suetinem), IV m. w memoriale Michaiła Czigorina w Soczi (1965, za Wolfgangiem Unzickerem, Borysem Spasskim i Dragoljubem Ciriciem, przed Nikołajem Krogiusem i Salomonem Flohrem) oraz dz. I m. w Soczi (1967, wraz z Władimirem Simaginem, Nikołajem Krogiusem, Leonidem Szamkowiczem i Borysem Spasskim, przed Aleksandrem Kotowem i Władimirem Antoszynem). W roku 1971 wystąpił w rozegranym w Polanicy-Zdroju memoriale Akiby Rubinsteina, zajmując VII miejsce.
Dwa miesiące po turnieju w Polanicy zmarł w szpitalu w wyniku komplikacji po operacji stopy.
Według retrospektywnego systemu rankingowego Chessmetrics, najwyższe miejsce osiągnął w kwietniu 1969 r., zajmował wówczas 21. miejsce na świecie.